# Konrad Rensch
Konrad Rensch (* 23. August 1881 in Breslau; † nach 1945) war ein deutscher Reichsgerichtsrat.

## Leben
Der Sohn eines Buchhalters im Preußischen Finanzministeriums bestand die erste juristische Staatsprüfung 1902 mit „Auszeichnung“, die zweite 1907 mit „gut“. Danach wurde er Gerichtsassessor. 1908 wurde er Amtsrichter am Amtsgericht Lublinitz und Mitte Juli 1918 Landrichter am Landgericht Görlitz. Zum Neujahrstag 1925 wurde er Oberlandesgerichtsrat in Naumburg. Im Februar 1932 wurde er als Hilfsarbeiter an das Reichsgericht abgestellt und zum Neujahrstag 1934 zum Reichsgerichtsrat ernannt.  Er war im I. Strafsenat tätig. Am 31. März 1945 trat er in den Ruhestand.

## Mitgliedschaften
- 1919 bis Ende 1924 DVP
- 1932 bis zur Auflösung DNVP

## Auszeichnungen
- 20. April 1938 Silbernes Treudienst-Ehrenzeichen
- 9. Oktober 1939 Goldenes Treudienst-Ehrenzeichen